# (20136) Eisenhart
(20136) Eisenhart (1996 NA) – planetoida z grupy pasa głównego asteroid okrążająca Słońce w ciągu 2,68 lat w średniej odległości 1,93 j.a. Odkryta 8 lipca 1996 roku.